# Taung
Taung es una pequeña ciudad situada en la provincia del Noroeste de Sudáfrica. El nombre significa lugar del león y recibió el nombre de Tau, el jefe de la tribu BaTaung o Legoya que hablan tswana. Tau es la palabra tswana para león. El «yacimiento del cráneo de Taung» forma parte de la Cuna de la Humanidad, lugar Patrimonio de la Humanidad designado por la Unesco desde el año 2005. 

## Historia de la investigación
En 1924 un cráneo (más tarde llamado el niño de Taung) fue descubierto por un trabajador de cantera en la cercana cantera de caliza de Buxton. Fue descrita por Raymond Dart en 1925 como el espécimen tipo de Australopithecus africanus después de haber recibido un cargamento de babuinos fósiles en su mayor parte, pero conteniendo también el cráneo y la cara del niño. Sorprendentemente, pasarían muchos años hasta que Dart pudo visitar Taung para determinar la ubicación exacta del hallazgo. Por aquel entonces la minería de caliza había destruido gran parte de la zona. Más tarde, las excavaciones in situ se llevaron a cabo bajo dirección de Phillip Tobias y Jeff McKee de la Universidad de Witwatersrand, quien trabajó en el lugar desde aproximadamente 1989 hasta 1993. Aunque no consiguieron encontrar especímenes homínidos adicionales, recuperaron muchos babuínos fósiles importantes e incrementaron nuestra comprensión de la geología de Taung y su tafonomía significativamente. 

## Tafonomía

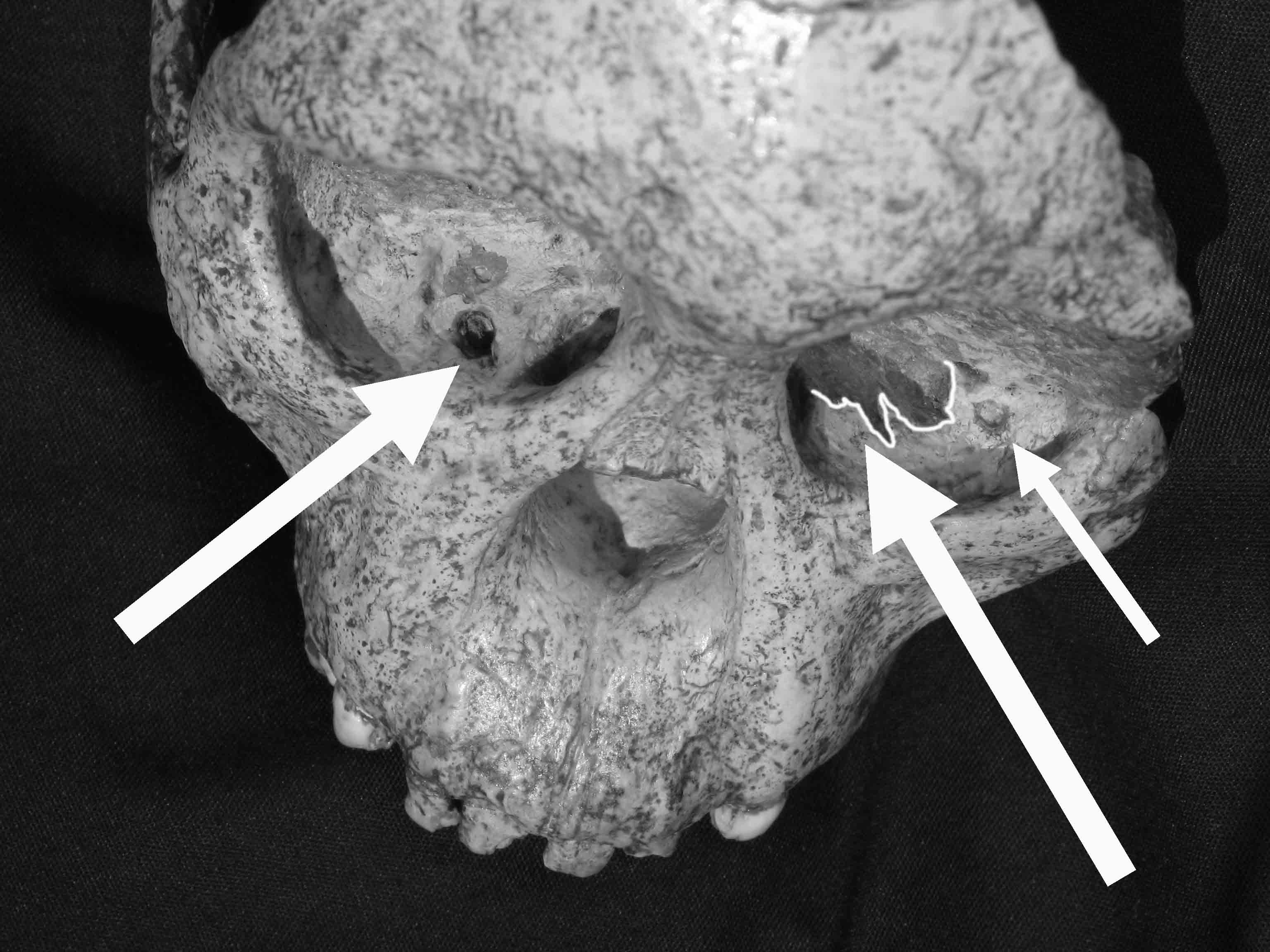
El cráneo del niño de Taung con flechas que señalan al daño causado por un águila.

Al principio se propuso que el niño de Taung fue asesinado por otros homínidos como parte de la hipótesis de la cultura osteo-dento-querática de Raymond Dart. Sin embargo, la obra posterior de  C.K. "Bob" Brain demostró que el niño fue probablemente muerto por algún tipo de carnívoro mamífero como un leopardo.  Recientemente, sin embargo, estudios de babuinos relacionados por Ron Clarke y Lee Berger, y la identificación de marcas específicas en el cráneo del niño de Taung han demostrado que este niño de Taung pudo haber sido muerto y comido por un gran ave de presa.

## Geología
A diferencia de las cuevas dolomíticas cerca de Johannesburgo, Sudáfrica y el lugar de Makapansgat, los lugares fósiles de Taung se encuentran en cuevas formadas por una riada de tufa gigantesca viniendo del lecho de roca dolomítico del escarpe del Kalahari.

## Sobre el niño de Taung
El niño de Taung está entre los más importantes y antiguos fósiles humanos encontrados nunca. Fue el primer homínido descubierto en África, apoyando así las ideas de Darwin en el sentido que los seres vivos más próximos a los humanos son los monos africanos. Demostró aún más diferencias significativas entre la realidad y el falso cráneo de un supuesto antecesor humano de Inglaterra conocido como el hombre de Piltdown. El pequeño cráneo se cree que era de un niño de tres o tres años y medio. El molde del cerebro está conservado por estar lleno el cráneo con breccia caliza. El cráneo está conservado en la Universidad de Witwatersrand en Johannesburgo, Sudáfrica.